# Riek Machar
Pour les articles homonymes, voir Machar.
Riek Machar, né en 1950 à Leer, est un homme d'État sud-soudanais.
Il devient vice-président de la région autonome du Soudan du Sud en 2005. Après l'indépendance de son pays en 2011, il est de nouveau vice-président, poste qu'il conserve jusqu'en 2013.
Il redevient vice-président pendant quelques mois en 2016, puis est de retour à ce poste depuis 2020.

## Biographie

### Jeunesse et formation
Riek Machar Teny Dhurgon est né en 1950 à Leer, dans l'État de l'Unité. Il est le fils du chef de la ville d'Ayod et de Leer et a été élevé dans la foi de l'Église presbytérienne. D'origine ethnique Nuer, il appartient à la section Dok du peuple Nuer.
Il effectue ses études d'ingénierie à l'université de Khartoum, où il obtient un diplôme, avant d'obtenir un doctorat en génie mécanique à l'université de Bradford en 1984.
Machar est souvent désigné par le terme tuut dhoali, ou Doth en anglais, qui se traduit par « adulte garçon », suggérant une connotation d'immaturité ou de manque d'initiation culturelle. Il a cherché à dépasser les divisions tribales et à décourager les pratiques d'initiation. Cependant, dans son conflit avec John Garang, il a exploité les rivalités ethniques entre les Nuer et les Dinka, contribuant ainsi aux tensions politiques dans la région.[réf. nécessaire]

### Carrière politique

#### Vice-président du Soudan du Sud
Devenu vice-président de la région autonome du Soudan du Sud en 2005, il conserve son poste lors de l'indépendance de son pays le 9 juillet 2011. Deux ans plus tard, il est limogé par le président Salva Kiir avec tout son gouvernement le 23 juillet 2013, après avoir fait état de son ambition de briguer le poste de président de la République lors des élections prévues en 2015.
Le 15 décembre 2013, des combats éclatent dans la capitale Djouba, entre ses partisans et ceux du président Kiir, faisant ressurgir d'anciennes dissensions entre les différents clans du Mouvement populaire de libération du Soudan, l'ancienne rébellion qui mena le pays à l'indépendance, sur fond de rivalité ethnique : d'un côté les Nuers, et de l'autre les Dinkas (ethnie majoritaire dont est issu Salva Kiir). Le 16 décembre, le président Kiir annonce qu'un coup d'État a été déjoué. Au soir du 17 décembre, Riek Machar était toujours « en fuite » et activement recherché, tandis que huit de ses ministres avaient été arrêtés, et que les affrontements avaient déjà fait 73 victimes,.
Le 11 février 2016, dans le but de tenter de mettre fin à la guerre civile, il est de nouveau nommé vice-président par le président Salva Kiir. Le 26 avril suivant, après de nombreux reports, il prend finalement ses fonctions après avoir prêté serment.
En juillet 2016, Machar fuit les combats qui opposent à Djouba ses troupes à celles de Salva Kiir. Un cessez-le-feu est annoncé le 11 juillet. Toutefois, craignant pour sa sécurité, Machar refuse de retourner à Djouba et le 25 juillet, il est remplacé par Taban Deng Gai, lui aussi Nuer et membre du Mouvement populaire de libération du Soudan en opposition (SPLM/A IO), comme premier vice-président de la République. Toutefois, Machar conteste son éviction.
Le 7 juillet 2018, quelques jours après la signature à Khartoum d'un accord de cessez-le-feu permanent avec Salva Kiir, il est annoncé que Machar retrouvera son poste de premier vice-président, que les titulaires sortants seront maintenus à leurs fonctions et qu'une femme membre de l'opposition sera également nommée. Le 5 août 2018, un nouvel accord signé à Khartoum prévoit la nomination pour trois ans de Machar comme vice-président, et de quatre autres vice-présidents, la formation d'un gouvernement de transition de 35 membres, dont 20 de Kiir, 9 de Machar, ainsi que l'élargissement du parlement à 550 membres, dont 332 loyaux à Kiir et 128 à Machar. Le 12 septembre 2018, l'accord de paix est signé à Addis-Abeba en Éthiopie. En septembre 2019, Salva Kiir et Riek Machar se sont rencontrés pour mettre en application l'accord de septembre 2018, dans le but de former un gouvernement à partir de novembre 2019.
En décembre 2019, Machar se met d'accord avec son rival, le président Salva Kiir, pour former un gouvernement d'union nationale à la fin du mois de février 2020. À la suite de cet accord, il est nommé vice-président le 22 février 2020. Son épouse Angelina Teny est nommée ministre de la Défense.
En 2025, des combats se déroulent dans les comtés d'Ulang (en) et de Nasir (en) de l'État du Nil Supérieur. Ces combats opposent l'armée et des groupes armés identifiés comme la White Army et considérés comme loyaux à Machar. L'armée accuse Machar de soutenir la White Army et de l'inciter à s'en prendre à l'armée ce que Riek Machar nie. En mars 2025, il annonce la formation d'un comité comprenant des chefs traditionnels des comtés d'Ulang et Nasir pour protéger les troupes de l'armée qui se rendent à Nasir des attaques de la White Army. Le président Kiir et ses vice-présidents, dont Machar, affirment que le rôle de l'armée n'est pas de désarmer la White Army. Cela n'empêche pas une reprise des combats se déroulent entre l'armée et la White Army. Selon le porte-parole de la SPLM IO, la résidence de Machar à Djouba est brièvement entourée par un détachement militaire. Plusieurs proches de Machar (le ministre du Pétrole Puot Kang Chol et le chef adjoint de l'armée Gabriel Duop Lam (en)) sont arrêtés par l'armée. le 27 mars 2025, Riek Machar est assigné à résidence, après qu'un convoi armé a pénétré dans sa résidence à Juba.

## Vie privée
La première épouse de Machar, Angelina Teny (en) , est l'une des femmes politiques de premier plan au Soudan du Sud. Elle a été ministre d'État à l'Énergie et aux Mines au sein du gouvernement de transition entre 2005 et 2010. Machar a ensuite épousé Emma McCune (en), une travailleuse humanitaire britannique. Cette dernière est morte dans un accident de voiture à Nairobi en 1993, à l'âge de 29 ans, alors qu'elle était enceinte.